# Suhpalacsa fuscostigma
Suhpalacsa fuscostigma is een insect uit de familie van de vlinderhaften (Ascalaphidae), die tot de orde netvleugeligen (Neuroptera) behoort. 
Suhpalacsa fuscostigma is voor het eerst wetenschappelijk beschreven door Navás in 1925.